# U-567
Unterseeboot 567 foi um submarino alemão do Tipo VIIC, pertencente a Kriegsmarine que atuou durante a Segunda Guerra Mundial.
O submarino foi afundado no dia 21 de Dezembro de 1941 no Atlântico Norte a noroeste dos Açores a partir de cargas de profundidade lançadas pelos navios britânicos HMS Deptford e pela corveta HMS Samphire, causando neste afundamento a morte de todos os 47 tripulantes.

## Comandantes
| Comandante               | Data                                           |
| ------------------------ | ---------------------------------------------- |
| Theodor Fahr             | 24 de Abril de 1941 - 14 de Outubro de 1941    |
| Kptlt. Engelbert Endrass | 15 de Outubro de 1941 - 21 de Dezembro de 1941 |

## Carreira

### Subordinação
| 24 de Abril de 1941 - 1 de Agosto de 1941      | 3. Unterseebootsflottille (treinamento) |
| 1 de Agosto de 1941 - 31 de Outubro de 1941    | 3. Unterseebootsflottille (combate)     |
| 1 de Novembro de 1941 - 21 de Dezembro de 1941 | 7. Unterseebootsflottille (combate)     |

### Patrulhas
|       | Comandante               | Partida     | Partida     | Chegada     | Chegada     | Dias    | Toneladas |
| ----- | ------------------------ | ----------- | ----------- | ----------- | ----------- | ------- | --------- |
| 1     | Theodor Fahr             | 5 Ago 1941  | Trondheim   | 12 Set 1941 | St. Nazaire | 39 dias | 3,485     |
| 2     | Kptlt. Engelbert Endrass | 25 Out 1941 | St. Nazaire | 26 Nov 1941 | St. Nazaire | 33 dias |           |
| 3     | Kptlt. Engelbert Endrass | 18 Dez 1941 | St. Nazaire | 21 Dez 1941 | Afundado    | 4 dias  | 3,324     |
| Total | Total                    | Total       | Total       | Total       | Total       | 76 dias | 6 809 ton |

### Navios afundados
| Data        | Comandante        | Nome da Embarcação | Toneladas | Nacionalidade |
| ----------- | ----------------- | ------------------ | --------- | ------------- |
| 3 Set 1941  | Theodor Fahr      | Fort Richepanse    | 3,485     | Reino Unido   |
| 21 Dez 1941 | Engelbert Endrass | Annavore           | 3,324     | Noruega       |
| Total       | Total             | Total              | 6 809     |               |

## Operações conjuntas de ataque
O U-567 participou das seguinte operações de ataque combinado durante a sua carreira:
- Rudeltaktik Grönland (10 de agosto de 1941 - 23 de agosto de 1941)
- Rudeltaktik Kurfürst (23 de agosto de 1941 - 2 de setembro de 1941)
- Rudeltaktik Seewolf (2 de setembro de 1941 - 9 de setembro de 1941)
- Rudeltaktik Stosstrupp (30 de outubro de 1941 - 4 de novembro de 1941)
- Rudeltaktik Störtebecker (15 de novembro de 1941 - 24 de novembro de 1941)